# Luke Helder
Lucas John Helder, plus connu sous le nom de Luke Helder, né le 5 mai 1981, est un ancien étudiant de la University of Wisconsin-Stout de Pine Island qui a été surnommé le Midwest Pipe Bomber en mai 2002.

## Attentats à la bombe perpétrés
Lorsqu'il est étudiant à la University of Wisconsin-Stout, Helder planifie poser des bombes artisanales dans les boîtes aux lettres partout aux États-Unis dans l'espoir de créer ainsi un symbole ayant la forme d'un sourire (logo de Nirvana, son groupe préféré) sur la carte géographique des États-Unis.
Les bombes, qui sont remplies de plomb provenant d'un pistolet à air comprimé (ou de BB gun) et de clous, sont conçues pour exploser lorsque les boîtes aux lettres sont ouvertes. Des bombes complètes et chargées ont été trouvées au Nebraska, au Colorado, au Texas, en Illinois et en Iowa. Dans cet État, six personnes, y compris quatre facteurs, sont blessées lorsque les bombes explosent.
Luke Helder pose 18 bombes sur plus de 5 149 km. Il est capturé dans l'état rural du Nevada avant de pouvoir achever la fresque du sourire sur la carte des États-Unis comme il le voulait. Au moment de son arrestation, la police était à la recherche d'un suspect non identifié conduisant une Honda Accord. Les journaux ont rapporté qu'il portait un chandail à l'effigie de Kurt Cobain. Les attentats ont été largement rapportés par les médias américains.

## Écrits et théories

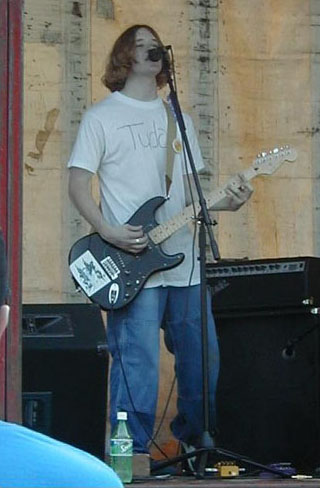
Lucas Helder en concert avec son groupe Apathy

Bien que Helder n'excelle pas dans ses classes à l'école, ses enseignants l'ont décrit comme un bon étudiant, tranquille et poli. Aux premiers abords, il y a une certaine confusion quant aux motivations qui lui font poser des bombes.
Au cours de l'année précédant son arrestation, Helder est devenu passionné par les techniques de projection astrale en plus d'être convaincu que la mort du corps et de la chaire n'est pas la fin de notre existence, c'est ainsi décrit dans le manifeste qu'il a envoyé à The Badger Herald de l'University of Wisconsin-Madison au début de sa série d'attentats à la bombe. L'essai comprend également des extraits comme :   
I'm taking very drastic measure in attempt to provide this information to you... I will die/change in the end for this, but that's ok, hahaha paradise awaits! I'm dismissing a few individuals from reality, to change all of you for the better (« Je prends des mesures très draconiennes afin de partager ces informations avec vous... Je vais mourir/me transformer à la fin, mais c'est correct, hahahaha, le paradis m'attend ! Je vais retirer quelques individus de la réalité, afin de vous changer tous pour le mieux »).
Des notes jointes aux bombes dénoncent le contrôle qu'a le gouvernement sur la vie quotidienne des gens en plus de la croyance de Helder que personne ne meurt réellement. Il promet d'envoyer encore plus de messages semblables à ceux-ci.

## Procès
En avril 2004, un juge de la Cour fédérale décide que Helder ne pouvait être jugé car il souffre d'un trouble schizo-affectif,. Bien qu'un juge puisse libérer Helder si les médecins déterminent qu'il ne représente pas une menace à la société, des experts en matière juridique sont moins convaincus de cette éventualité en raison de la violence des crimes commis.
En 2013, un juge de la Cour fédérale ordonne qu'une nouvelle évaluation des aptitudes de Helder à subir son procès soit effectuée. Helder demeure incarcéré dans le centre médical Federal Medical Center à Rochester au Minnesota.

## Parcours musical
Avant de poser ses nombreuses bombes, Helder faisait partie du trio musical grunge Apathy à Rochester (Minnesota). Le groupe n'a eu qu'un succès local, mais a tout de même enregistré un CD intitulé Sacks of People à la fin de leur premier été en tant que groupe. Le CD fut auto-financé puis lancé par le groupe lui-même.
Lorsque les journaux ont révélé que Helder était en fait un poseur de bombes, les médias ont grandement évoqué son statut de musicien. Plusieurs critiques ont tenté tant bien que mal de se procurer une copie du CD de Apathy. Le site eBay a même vendu un de leurs CD sur leur site d'enchère pour 200 $.